# Sainte-Eulalie (Ardèche)
Sainte-Eulalie ist eine französische Ortschaft auf 1200 Metern über Meereshöhe im Zentralmassiv und eine Gemeinde im Département Ardèche in der Region Auvergne-Rhône-Alpes. Sie gehört zum Kanton Haute-Ardèche und zum Arrondissement Largentière. Der Dorfkern liegt südwestlich bei der Erhebung Mont Gerbier-de-Jonc. Nachbargemeinden sind Le Béage im Nordwesten, Borée im Norden, Saint-Martial im Nordosten, Sagnes-et-Goudoulet im Südosten, Usclades-et-Rieutord im Süden und Cros-de-Géorand im Westen.

## Bevölkerungsentwicklung
| Jahr                       | 1962 | 1968 | 1975 | 1982 | 1990 | 1999 | 2008 | 2014 |
| -------------------------- | ---- | ---- | ---- | ---- | ---- | ---- | ---- | ---- |
| Einwohner                  | 444  | 388  | 349  | 314  | 302  | 253  | 232  | 218  |
| Quellen: Cassini und INSEE |      |      |      |      |      |      |      |      |

## Sehenswürdigkeiten
- Ferme de Clastres, Monument historique

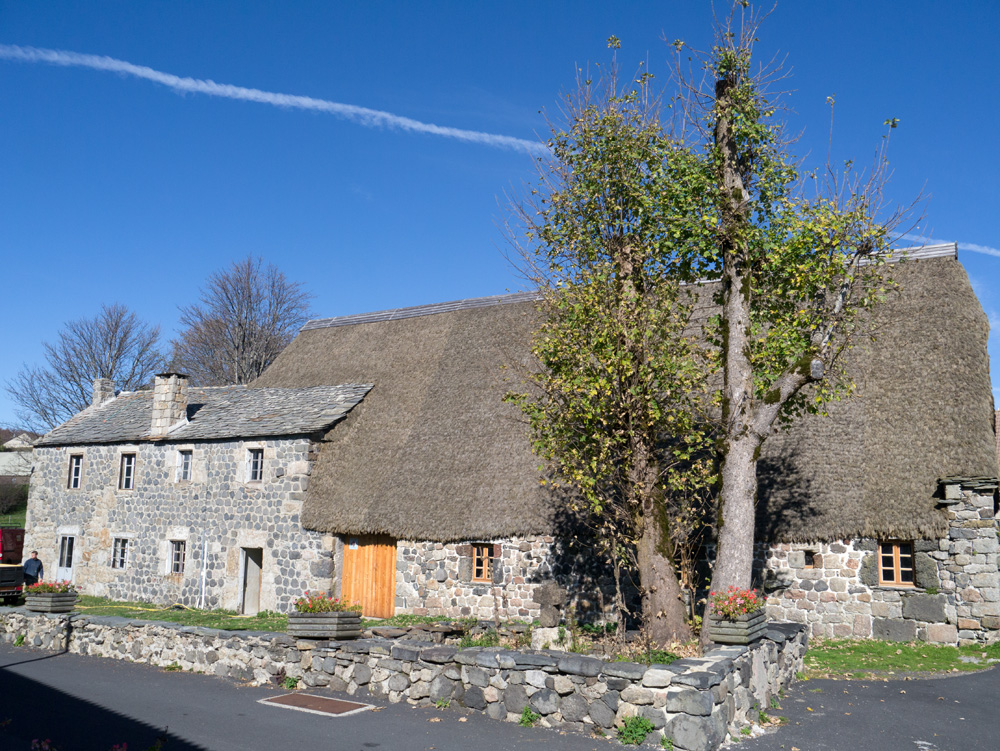
Die Ferme de Clastres, ein für das Département Ardèche typisches Haus

- Kirche Sainte-Eulalie